# 伊魯帕納

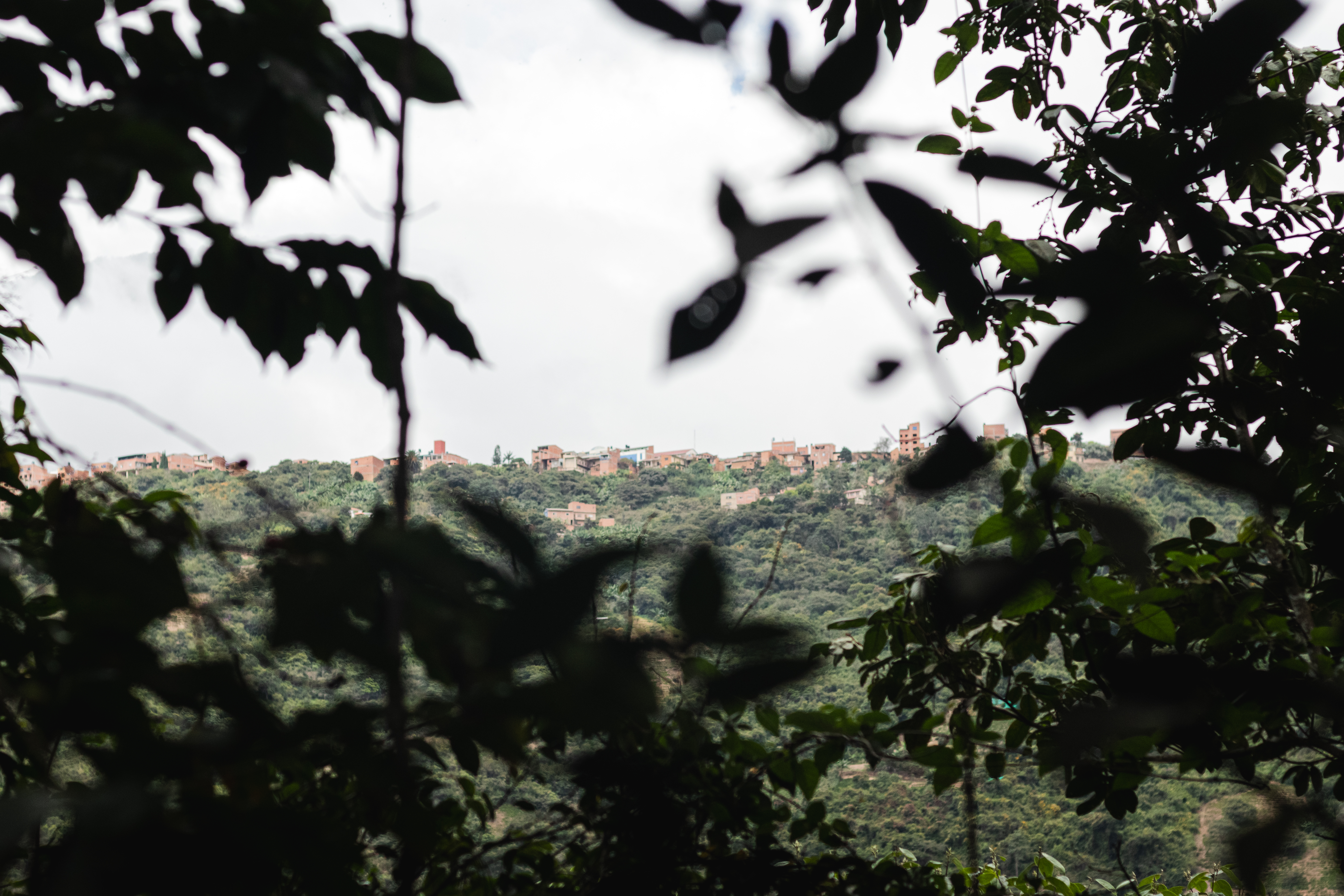
伊魯帕納

伊魯帕納是玻利維亞的城鎮，由拉巴斯省負責管轄，位於該國西部，距離首府拉巴斯157公里，海拔高度1,910米，每年平均降雨量約1,150毫米，2010年人口2,381。

## 外部連結
- Instituto Nacional de Estadistica de Bolivia